# همایون کاتوزیان
محمدعلی همایون کاتوزیان (زادهٔ ۲۶ آبان ۱۳۲۱ خورشیدی) که در ایران با نام همایون کاتوزیان و در خارج از ایران با کوته‌نوشت نام هما کاتوزیان نیز شناخته می‌شود، اقتصاددان، تاریخ‌نگار، پژوهشگر علوم سیاسی و منتقد ادبی ایرانی است. زمینهٔ تحقیق مورد علاقهٔ او مسائل مربوط به ایران معاصر است. تحصیلات رسمی دانشگاهی کاتوزیان در اقتصاد و جامعه‌شناسی است. او به‌طور هم‌زمان مطالعاتش را در زمینهٔ تاریخ و ادبیات ایران تا سطح پیشرفتهٔ آکادمیک ادامه داده است و تا سال ۲۰۱۱، بیش از هفت کتاب از او در زمینهٔ تاریخ و ادبیات ایران به زبان انگلیسی به چاپ رسیده است.

## زندگی

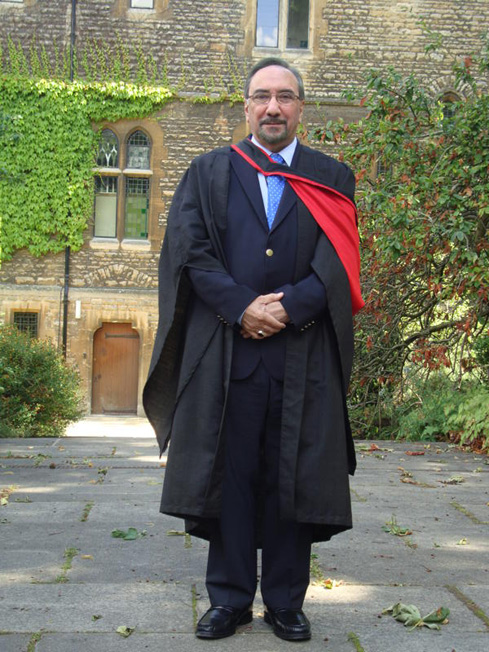
همایون کاتوزیان در لباس رسمی استادان کالج سنت آنتونی، دانشگاه آکسفورد

همایون کاتوزیان در تهران به دنیا آمد و پس از فراغت از تحصیل در دبیرستان البرز و گذراندن یک سال در دانشگاه تهران، برای خواندن رشتهٔ اقتصاد به انگلستان رفت. او در سال ۱۹۶۷ لیسانس خود را از دانشگاه بیرمنگام دریافت کرد. در سال ۱۹۶۸ فوق لیسانس را از دانشگاه لندن و در سال ۱۹۸۴ دکترایش را از دانشگاه کنت در کانتربری گرفت. در سال‌های بین ۱۹۶۸ تا ۱۹۸۶ در انگلستان، ایران، کانادا و ایالات متحده به تدریس اقتصاد پرداخت. او در حال حاضر پژوهشگر پسا‌دکترا در کالج سنت آنتونی، و عضو هیئت علمی مؤسسه شرق‌شناسی دانشگاه آکسفورد است. کاتوزیان یک پسر و یک دختر دارد که هر دو در شهر آکسفورد زندگی می‌کنند.

## نشریهٔ ایرانشناسی
نشریهٔ فوق یکی از نشریات نمایه شده در مؤسسه اطلاعات علمی (ISI) بوده که در حوزه مطالعات ایرانشناسی (تاریخ، اقتصاد، جامعه‌شناسی، ادبیات و…) مقالاتی را منتشر کرده و توسط انتشارات روتلج و با حمایت انجمن بین‌المللی ایرانشناسی منتشر می‌گردد. نخستین شمارهٔ آن در سال ۱۹۶۷ منتشر شده و همایون کاتوزیان سردبیر آن است.
افرادی همچون ژاله آموزگار، تورج دریایی، تورج اتابکی، علی میرسپاسی، عباس امانت، ویلم فلور و جمعی دیگر از ایرانشناسان ایرانی و اروپایی از دیگر اعضای هیئت تحریریه و شورای مشورتی این فصل‌نامه هستند.

## نظریات و اندیشه‌ها

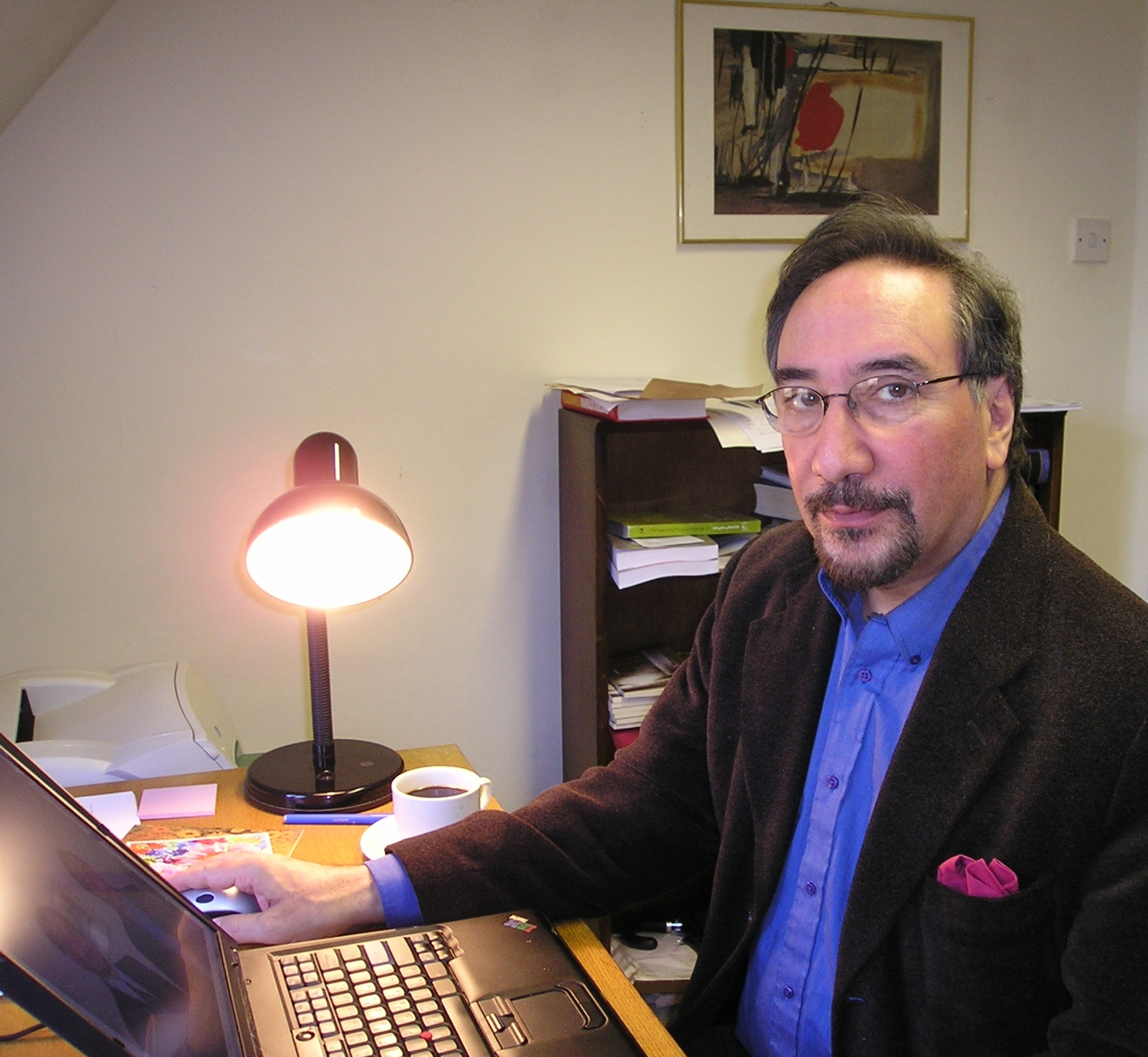

### انتقاد نسبت به اروپامحوری در تاریخ‌نگاری ایرانی
کاتوزیان مدعی است اساس و بنیان کج فهمی‌های صورت گرفته در مورد ایران در به‌کارگیری نظریه‌هایی است که بیش از ایران تعلق به جهان غرب دارد. از نظر او نظریه‌های غربی که در مورد جامعهٔ اروپایی است می‌توانند شرایط و تحولات جوامع اروپایی را تبیین کنند، ولی توان تبیین جامعهٔ ایرانی را ندارند. از نظر وی همه متفکران غربی با وجود اختلاف در دیدگاه و نظریه از قبیل ماکیاولی، کارل مارکس، امیل دورکیم، ماکس وبر، توماس هابز و دیگران، در مورد تحولات جوامع اروپایی اختلاف نظر ندارند: «بررسی‌های معاصر دربارهٔ تاریخ و جامعه ایران اغلب بر نظریاتی پایه گرفته که برای مطالعه اروپا پرداخته شده است و همین سبب بروز کج فهمی‌های مهمی گردیده است که رفع آنها در گرو بازشناسی تفاوت‌های اساسی موجود در توسعهٔ این دو نوع جامعه در چارچوب دانش اجتماعی واحدی است.»
کاتوزیان در ادامه اشاره می‌کند: «بررسی‌های معاصر دربارهٔ دولت، سیاست و جامعهٔ ایران اغلب به‌صورت آشکار یا تلویحی، بر نظریاتی پایه گرفته که برای مطالعه جوامع اروپایی تدوین شده است. همین مسئله به تضادهای مهمی نظیر این منجر شده که چرا رونق فزاینده و توسعهٔ اقتصادی به ظاهر سریع مطابق الگوی سرمایه‌داری در دهه‌های ۱۹۶۰ و ۱۸۷۰ به قیام عظیم و عمومی برای به زیر آوردن دولت انجامید.»

### نظریه کوتاه‌مدت بودن جامعه ایران
«عمر مفید بعضی از ساختمان‌های تهران کوتاه باشد ولی پنجاه سال پیش این‌طور نبود. ساختمان‌های قرص و محکم (به‌ویژه در محلات اعیان‌نشین) کلنگی می‌شوند تا با تخریب آنها ساختمان‌هایی مطابق آخرین مد روز ساخته شود… این کوتاه‌مدت بودن جامعه است که کلنگی بود ساختمان‌ها را ممکن می‌سازد. مسئله خیلی گسترده‌تر از کلنگی کردن ساختمان‌ها توسط افراد و بساز و بفروش‌هاست. شما اگر به یک قرن گذشته توجه کنید، می‌بینید چه تخریب عظیمی از آثار تاریخی در تهران و شهرهای دیگر و حتی گاهی روستاها صورت گرفت، بی‌آنکه کسی سؤال کند و اجازه‌ای بخواهد. به عنوان نمونه در سال ۱۳۲۵ ساختمان بزرگ تکیهٔ دولت را که قرص و محکم سر جایش بود با کلنگ ویران کردند.»

## بزرگداشت‌ها

### شمارهٔ ویژهٔ مجلهٔ بخارا
دو ماهنامهٔ فرهنگی و هنری بخارا در سال ۱۴۰۲، شمارهٔ ۱۵۷ خود (مرداد و شهریور ماه) را به جشن نامه‌ای برای  محمدعلی همایون کاتوزیان اختصاص داد و مقالاتی از علی دهباشی، محمد ایران‌منش، حسین شهیدی، کورش همایون‌پور، محمد طبیبیان، علی فردوسی، مراد معظمی، حسین مقدم، حسین شوریده و منیژه ثابت سروستانی در بررسی کارنامهٔ علمی و فرهنگی منتشر گردید. در این مجموعه هم چنین یادداشتی بازنشر شده از ایرج افشار جای دارد.

## آرای کاتوزیان از نظر دیگران
محمدعلی همایون کاتوزیان از جملهٔ کسانی است که به واسطهٔ دیدگاه‌های خاص خود، همواره محل نقد گروه‌های فکری گوناگون قرار گرفته است. محمد ایران‌منش، در مقاله‌ای مفصل به بررسی مواجههٔ ایرانیان با آرای کاتوزیان پرداخته و نوع این مواجهه را در ۵ گروه اصلی مورد تقسیم‌بندی قرار داده‌است. به عقیدهٔ او این گروه‌ها و دلایل مخالفت‌های ایشان از این قرار است: 
1. «چپ‌ها» به خصوص «چپ‌های افراطی» که هنوز قوالب فکری دهه‌های ۳۰ تا ۵۰ را در سر دارند و قرائت‌های کاتوزیان از «استبداد ایرانی» و «دولت‌های ایرانی مافوق طبقات»، چارچوب‌های نظری ارتدوکس شوروی محور آن‌ها را به چالش‌های اساسی می‌کشاند.
2. «گروه‌های متعصب» که اگرچه از نقدهای کاتوزیان بر دولت‌های پیشین ذوق زده بودند، اما چون این نقدها در چهارچوب‌های فکری آن‌ها قرار نمی‌گرفت، برایش شایعات و شبهات متعدد می‌آفرینند
3. متفکران مستقل و صاحب کتاب.
4. برخی اصحاب علوم انسانی که گاه هیچ نظر درخوری در حوزهٔ علوم انسانی نداشته‌اند.
5. و در نهایت «گروه‌های ملی–مذهبی» که شاید بتوان برخورد آن‌ها با آرای کاتوزیان را منصفانه ارزیابی نمود.

## آثار

### کتاب‌های فارسی
1. تجارت بین‌الملل (نشر دانشگاه تهران، ۱۳۵۳)
2. آموزش عالی و دانشگاه‌های امروز (انتشارات دانشگاه شیراز، ۱۳۵۳)
3. آدام اسمیت و ثروت ملل (انتشارات امیرکبیر، ۱۳۵۸)
4. خاطرات سیاسی خلیل ملکی (انتشارات رواق، ۱۳۶۰)
5. مقالاتی دربارهٔ خاطرات خلیل ملکی (شرکت انتشار، ۱۳۷۰)
6. اقتصاد سیاسی ایران: از مشروطیت تا پایان سلسله پهلوی، ترجمه محمدرضا نفیسی و کامبیز عزیزی (نشر مرکز، ۱۳۷۲)
7. استبداد، دموکراسی و نهضت ملی (نشر مرکز، ۱۳۷۲)
8. صادق هدایت و مرگ نویسنده، ترجمهٔ فیروزه مهاجر (نشر مرکز، ۱۳۷۲)
9. صادق هدایت، زندگی و افسانهٔ یک نویسنده ایرانی (طرح نو، ۱۳۷۲)
10. مصدق و مبارزه برای قدرت در ایران، ترجمه فرزانه طاهری (نشر مرکز، ۱۳۷۳)
11. نقدی بر بوف کور هدایت (نشر مرکز، ۱۳۷۳)
12. ایدئولوژی و روش در اقتصاد (نشر مرکز، ۱۳۷۴)
13. چهارده مقاله در ادبیات، اجتماع، فلسفه و اقتصاد (نشر مرکز، ۱۳۷۴)
14. برخورد عقاید و آرای ملکی (ویرایش، با همکاری: امیر پیشداد) (نشر مرکز، ۱۳۷۴)
15. نه مقاله در جامعه‌شناسی تاریخی ایران (نشر مرکز، ۱۳۷۷)
16. دولت و جامعه در ایران، سقوط قاجار و استقرار پهلوی (نشر مرکز، ۱۳۷۹)
17. هشت مقاله در تاریخ و ادب معاصر (نشر مرکز، ۱۳۸۰)
18. تضاد دولت و ملت: نظریه تاریخ و سیاست در ایران، ترجمه مرتضی طیب (نشر نی، ۱۳۸۱)
19. نامه‌های خلیل ملکی (نشر مرکز، ۱۳۸۲)
20. جمالزاده و ادبیات او (نشر شهاب، ۱۳۸۲)
21. نه مقاله دربارهٔ جامعه‌شناسی تاریخی ایران: نفت و توسعه اقتصادی، ترجمه علیرضا طیب
22. سعدی، شاعر عشق و زندگی (نشر مرکز، ۱۳۸۵)
23. گفتگو دربارهٔ عقلانیت و نوگرایی (نشر پایان، ۱۳۸۸) گفتگوهایی با همایون کاتوزیان، مصطفی ملکیان، محمد علی اسلامی ندوشن، پرویز رجبی، سید حسین نصر و جان اسپوزیتو
24. نوسازی ناتمام، گفتگوهایی با همایون کاتوزیان (نشر پایان، ۱۳۹۳)
25. جستارهایی دربارهٔ تئوری توطئه در ایران، ترجمه محمد ابراهیم فتاحی (؟)
26. ایرانیان: دوران باستان تا دوره معاصر، ترجمه:  حسین شهیدی (نشر مرکز، ۱۳۹۱)
27. ایران، جامعه کوتاه مدت و ۳ مقاله دیگر، ترجمه عبدالله کوثری (نشر نی، ۱۳۹۰)
28. فرهنگ، تاریخ، سیاست (مقالات و گفتگوها) به کوشش محمد صادقی (شرکت سهامی انتشار، ۱۳۹۶)
29. طنز و طنزینه هدایت، نشر دیارنامگ

### کتاب‌های انگلیسی
1. The Persians: Ancient, Mediaeval and Modern Iran, Yale University Press (۳۰ نوامبر ۲۰۱۰)
2. Sadeq Hedayat, His Work and His Wondrous World, ed. , London and New York: Routledge, 2008.
3. Iran in the 21st Century, co-ed (with Hossein Shahidi), London and New York: Routledge, 2008.
4. Iranian History and Politics, the Dialectic of State and Society, London and New York: Routledge, paperback edition, 2007 (original edition, 2003).
5. Sa‘di, the Poet of Life, Love and Compassion, Oxford: Oneworld Publishers, 2006.
6. State and Society in Iran: The Eclipse of the Qajars and the Rise of the Pahlavis, London and New York: I. B. Tauris, paperback edition, 2006 (original edition, 2000).
7. Sadeq Hedayat: The Life and Legend of an Iranian Writer, paperback edition, London and New York: I. B. Tauris, 2002; original edition, 1991.
8. Musaddiq and the Struggle for Power in Iran, London and New York: I. B. Tauris, second, paperback, edition, 1999; first edition, 1990.
9. Musaddiq's Memoirs, London: Jebhe, 1988 (the English translation of the memoirs translated (with S. H. Amin) and edited and annotated, together with an 81-page introduction by Homa Katouzian).
10. The Political Economy of Modern Iran (cloth and paper), London and New York: Macmillan and New York University Press, 1981.
11. Ideology and Method in Economics (cloth and paper), London and New York: Macmillan and New York University Press, 1980.

### تعدادی از مقالات به زبان انگلیسی
1. Iraj, the Poet of Love and Humour, Iranian Studies, 40, 4, September 2007, pp. 529–544.
2. Ahmad Kasravi on the Revolt of Sheikh Mohammad Khiyabani in Iran and the First World War, ed.
3. Touraj Atabaki, London and New York: I. B. Tauris, 2006, pp. 95–119.
4. The Short-Term Society: A Study in the Problems of Long-Term Political and Economic
5. Development in Iran, Middle Eastern Studies, 40, 1, January 2004, pp. 1–22.
6. The Strange Politics of Khalil Maleki in Stephanie Cronin, ed. , Reformers and Revolutionaries in Modern Iran: New Perspectives on the Iranian Left, London and New York: RouteldgeCurzon, 2004, pp. 165–188.
7. State and Society under Reza Shah in Touraj Atabaki and Erik J. Zürcher, eds, Men of Order, Authoritarian Modernization under Atatürk and Reza Shah, London and New York: I. B. Tauris, 2004, pp. 13–43.
8. Legitimacy and Succession in Iranian History, Comparative Studies of South Asia, Africa and the Middle East, 23. 4. December 2003, pp. 234–245.
9. Sadeq Hedayat, Encyclopaedia Iranica, Vol. XII, 2003, Fascicle 2, pp. 121–127.